# Krenceng (Kejobong)
Krenceng is een bestuurslaag in het regentschap Purbalingga van de provincie Midden-Java, Indonesië. Krenceng telt 3169 inwoners (volkstelling 2010).